# Arvi Grotenfelt
Arvi Grotenfelt, född 1863 i Helsingfors, död 1941, var en finsk filosof.

## Biografi
Grotenfelt blev fil.dr 1888, docent i psykologi 1889, professor i teoretisk filosofi 1905 vid Helsingfors universitet. 1906–20 var han medredaktör för tidskriften Psyke. Han blev en av grundarna till Finska vetenskapsakademin och Filosofiska föreningens ordförande 1905–36. Han var till Kustavi Grotenfelt.
Grotenfelt menar att historiografin alltid är värderande, redan i urval av källor och att detta hänger samman med historikerns weltanschauung, världsåskådning. 
Grotenfelt riktade bl.a. kritik mot teorin om rasernas ojämlikhet. Han var bekant med Houston Stewart Chamberlain, vars idéer han starkt ogillade. Han riktar även kritik mot Arthur de Gobineaus idé om den ariska rasens överlägenhet.
Innan hade finländare varit oberörda om teorierna om sitt eget ursprung, och dess tänkt ringa värde. Men vid ingången till 1900-talet uppstod tanken att dessa kunde vara skadliga för dem, i samband med att Ryssland naggade storfustendömets autonomi i kanten och tankar på ett självständigt Finland föddes. 
Grotenfelt medverkade under signaturen A. Gr. i Svensk uppslagsbok.

## Utmärkelser
- Kommendörstecknet av Finlands Vita Ros’ orden[4]
- Riddare av Sankt Olavs orden[4]

[Redigera Wikidata]

## Publikationer
- Uuden ajan filosofian historia (2 bd, 1938)